# 基隆捷運
基隆捷運，計畫名稱「南港基隆間通勤軌道建設計畫」，是臺灣臺北都會區規劃中的中運量捷運系統，以服務基隆市、新北市汐止至臺北市南港之間的大眾運輸為主，前期為交通部鐵道局進行可行性研究與綜合規劃，後轉由新北市政府擔任計畫主辦機關、接續後續細部設計及施工作業。前身為張通榮任下的基隆市政府推動的「基隆輕軌」計畫中的「山線」，經調整為現行規劃方案後，分為第一階段的南港－八堵段、以及第二階段的八堵－基隆段。2022年2月22日，行政院院長蘇貞昌宣布基隆捷運第一階段南港八堵段計畫定案；2023年4月12日環評審議過關，沿線將設13座車站；2024年1月31日，基隆捷運建設計畫綜合規畫獲行政院核定，總經費達新臺幣696.89億元，規劃於2033年完工通車。

## 歷史

### 基隆輕軌四線版本
2006年初，基隆市政府委託中興工程顧問公司進行的「基隆市輕軌運輸系統可行性研究」提出期末報告，計畫中提出了4條路線，以基隆車站為路網中心：東一線通往八斗子與海科館，東二線的終點站設在基隆港西岸11號碼頭，西一線通往大武崙，西二線先期從石皮瀨興建至基隆長庚醫院，之後再延伸至七堵。路權則設計以共用路權（人車共行）為主。為了解決位在八斗子的海科館開館之後所帶來的觀光人潮，當時以穿越基隆港東岸的東一線為最優先興建路線。
該計畫提出時，中華民國全國有13個縣市同時爭取輕軌捷運，而基隆輕軌由中央政府認為有助紓解基隆交通和提高觀光遊憩的經濟效益，故優先於其他縣市辦理。原先預計的興建時程是2006年爭取交通部補助經費進行細部規劃，2007年報請行政院核定後進行發包工程及基本設計，土建工程在2011年動工，四年後機電工程施工，2015年完工通車。
| 路線             | 路線   | 路線               | 區間                                   | 里程 （公里） | 備註                   | 機廠   |
| ---------------- | ------ | ------------------ | -------------------------------------- | ------------- | ---------------------- | ------ |
|                  | 東一線 | 本線               | 基隆車站－海科館                       | 7.63          | 優先興建路線           | 主機廠 |
| 側線（單向配對） | 東一線 | 海門天險－海洋大學 | --                                     | 經過祥豐街    |                        | 主機廠 |
|                  | 東二線 | 東二線             | 東明橋－基隆車站－西十一碼頭           | 3.63          | 全線橫貫市區           | 駐車場 |
|                  | 西一線 | 西一線             | 基隆車站－石皮瀨（基金麥金路口）－內寮 | 6.24          | 經過基金公路           |        |
|                  | 西二線 | 西二線             | 石皮瀨－八堵車站－七堵車站             | 6.28          | 連接安樂社區和七堵車站 | 次機廠 |

### 基隆輕軌山海線版本
2007年張通榮就任基隆市長之際，基隆市政府完成「基隆市輕軌運輸系統建設計畫優先路線綜合規劃」，復將全案變更為「海線」、「山線」2線，預定與民生汐止線採用相同規格興建；其中海線原列為優先路線，但後期改以山線優先於，並爭取中央的協助。
2010年1月，中華民國交通部以自償率偏低、運量不足為由，退回基隆輕軌計畫申請案。
| 路線 | 路線 | 區間                   | 里程 （公里） | 備註                         | 機廠                   |
| ---- | ---- | ---------------------- | ------------- | ---------------------------- | ---------------------- |
|      | 海線 | 基隆車站－海科館車站   | 8.6           |                              | 主機廠（設於碧砂漁港） |
|      | 山線 | 汐止區公所站－基隆車站 | 12.45         | 經由七堵車站，連接民生汐止線 | 無                     |

### 基隆輕軌臺鐵第三線版本
2016年，鐵工局招標「基隆南港間通勤軌道建設計畫可行性研究及配合工作」，由中興工程顧問公司得標。2017年3月17日，總統蔡英文前往基隆車站視察交通建設時，宣佈基隆輕軌國際郵輪母港線計畫，即利用現有台鐵縱貫線南港＝七堵間的第三線，結合輕軌-火車系統，惟南向終端站點為南港展覽館站，藉以與台北捷運板南線及文湖線銜接轉乘。
由於基隆輕軌的新版規劃，必須與台鐵、台北市政府協調才能興建，2017年8月4日，基隆市長林右昌與臺北市副市長林欽榮、交通部政務次長范植谷研商基隆輕軌議題，林右昌會後表示，輕軌的台北端點將以延伸到南港車站作為目標，基隆端點則可往北在規劃中的西岸會展中心新增一站。
2018年2月13日，前述的「可行性報告」建議全線雙線化，意即基隆輕軌在運用縱貫線路廊的同時，將共線的縱貫線路段四線化。
國家發展委員會在2019年1月9日對基隆輕軌可行性評估報告進行審查，原則同意通過採4軌共設12站。基隆市政府其後表示，預計輕軌於汐止部份路段採高架化，並在2年內完成環境影響評估等作業，施工期則需時約5至6年。交通部已於2019年2月22日依審議結論將修正報告函送國發會，國發會於2019年3月19日將審議結論送行政院，行政院已於2019年4月10日核定可行性研究；綜合規劃及配合工作技術服務採購，於2019年8月30日完成議價，並決標予中興工程顧問股份有限公司，啟動綜合規劃及環評作業。
2020年2月26日，交通部鐵道局表示，當初可行性研究已確定要使用標準軌、而非台鐵現行軌距，認為成本太高、技術上也不成熟、對台鐵干擾很大，現在標準軌的軌距1435mm是全球趨勢，但台鐵仍維持使用1067mm的窄軌，若要使用輕軌-火車系統，車廂勢必也要改造，改造技術目前在台灣沒辦法做，故使用輕軌-火車系統宣告破局。未來是維持台鐵的服務，還是全部採輕軌、沒有台鐵，將由基隆市政府決定。
| 路線 | 路線     | 區間 | 里程 （公里） | 備註 | 機廠                     |
| ---- | -------- | --- | ------------- | ---- | ------------------------ |
|      | 基隆輕軌 | 基隆旅運智慧大樓（延伸站）─基隆車站（起點站）─南港展覽館（交通部鐵道局計畫終點站）─南港（台北市政府建議終點站） | 19            |      | 社后機廠(與民生汐止線共用) |

### 基隆捷運沿台鐵版本
2020年10月13日，時任中華民國交通部長林佳龍與台北市長柯文哲、新北市長侯友宜及基隆市長林右昌展開「北北基軌道路網政策溝通平台」起始會議。共同討論後，達成基隆輕軌升級成中運量捷運、基隆捷運台北端地下延伸至南港等5大共識。
此會議與基隆捷運有關的修改，主要有：基隆捷運將由LRT輕軌系統提升為具備自動列車運轉（ATO）裝置的中運量捷運系統（LRRT）。基隆捷運的台北端終點站將會地下化並延伸至南港站，以便利轉乘高鐵、台鐵及捷運。基隆捷運與民生汐止線在重複的路段將會共軌整合，解決兩線於大同路平行路廊併存會產生龐大量體的問題。
民生汐止線也會與基隆捷運整合，社后機廠將提供給民生汐止線與基隆捷運共用。基隆捷運南港至八堵路段已有共識，至於八堵至基隆路段仍在評估不同方案，將再持續規劃討論。未來基隆捷運綜合規劃時應納入都市縫合、都市設計等理念。
升級後的中運量捷運，將從每小時5000人，變成每小時可載運1萬到1萬5000人次。經費從新台幣80億元變成425億，其中中央負擔約77%、327億元，其他則由三縣市合理分擔。。

### 基隆捷運深入市區版本
2021年11月，基隆捷運因為兩個問題而遲遲無法進入興建階段，第一階段南港至八堵路段有路線變更的問題，第二階段基隆八堵段有台鐵存廢的問題。這是立委蔡適應與交通部長王國材確認基隆捷運進度遲緩原因而讓問題浮出水面，並讓台北市長柯文哲與基隆市長林右昌隔空互嗆。
南港至八堵路段路線變更為脫離全沿台鐵路權並改為部分深入市區方案，路線自SB14開始脫離台鐵路線，並在SB22回到台鐵路線，總經費約425億元。台北捷運與台北市政府認為，雖然變更路線後可與台鐵並行涵蓋服務較多範圍，但用地取得方式會是一難題。以及升級中運量系統的特性如何，如何規劃轉乘設施等問題仍需釐清。
2021年11月26日，交通部長王國材與台北市長柯文哲達成共識，敲定基隆捷運第一階段路線。交通部晚間也正式公布基隆捷運南港八堵段路線：與汐東線整合，共用社后機廠，汐東線延伸到東環線；地下延伸南港，銜接高鐵；路線優化深入市區等。目標2023年第4季正式動工，工期預估需要8年時間，興建經費新台幣425億元。
中華民國交通部表示，綜合規劃已於2021年12月底提報，啟動環評補充調查，並提報環評審議；如果獲行政院核定，未來會以9年時間做後續施工，預計2032年4月通車。2022年2月22日，行政院長蘇貞昌宣布基隆捷運計畫定案，其中經費425億元中央負擔7成7。
2023年7月3日，新北市政府捷運工程局表示，新北汐東捷運於同年7月底前招標，經費約新台幣376億元，汐東捷運、台北市民生汐止線、與基隆捷運皆採一致的LRRT捷運。基隆捷運部分，由新北捷運局興建及營運。

## 台鐵基隆八堵段路廊
基隆捷運將分兩階段興建，第一階段南港至八堵、第二階段八堵至基隆，第二階段牽涉到台鐵路廊，交通部長王國材傾向留捷運不留台鐵，但會保留選擇空間，他認為：「讓基隆市民先習慣八堵轉運搭乘捷運的方式；第二階段八堵至基隆段，是會等第一階段做完、營運一陣子後再看大家想法，決定是否要捷運，這可能是十年後的事情。」
交通部前部長賀陳旦提出不同想法，讓七堵當東部幹線、基隆-七堵、及西部幹線轉換樞紐，則可能留台鐵不建捷運。
如果要保留台鐵與捷運，根據可行性研究之一，經由七堵岔出並沿線於中華貨櫃廠設置機廠及經基隆長庚醫院，終點設於台鐵基隆站，這樣就不需取代原有台鐵之路線建議。另有方案由八堵站經安樂區到基隆火車站，共三路線選擇，皆可串聯七堵區、八堵區、安樂區、仁愛區、中山區，也能增加長庚醫院的服務效能。
基隆市長謝國樑則提出基捷第二階段可從八堵站轉繞往麥金路行駛，再找路廊進入市區，如此能多一條有運量的新路線並且可分流，並免除捷運和鐵路2選1及解決安樂區民眾之通勤問題。基隆市議長童子瑋則認為基捷第二階段應把基隆八堵路段的台鐵改為基捷，但基隆市政府表示不認同。

## 車站
基隆捷運第一階段路線已敲定，未來可能會和汐東捷運串連，此處列出資訊僅為參考，目前僅暫定站名，如下表所示：
| 基隆捷運 除營運中轉乘站之站名已經確定外，其餘站名皆為暫定名稱。 |            |                                  |                            |        |          |        |
| 基 隆 捷 運 第 一 期 ︵ 八 堵 南 港 段 ︶                       |            |                                  |                            |        |          |        |
| SB31                                                            | 南港       | Nangang                          | 臺灣高鐵 臺鐵縱貫線 板南線 | 地下   | 臺 北 市 | 南港區 |
| SB32                                                            | 南港展覽館 | Taipei Nangang Exhibition Center | 板南線 文湖線              | 地下   | 臺 北 市 | 南港區 |
| SB33                                                            |            |                                  |                            | 半地下 | 新 北 市 | 汐止區 |
| SB34                                                            |            |                                  |                            | 高架   | 新 北 市 | 汐止區 |
| SB14                                                            | 汐科       | Xike                             | 臺鐵縱貫線                 | 高架   | 新 北 市 | 汐止區 |
| SB15                                                            |            |                                  |                            | 高架   | 新 北 市 | 汐止區 |
| SB16                                                            |            |                                  |                            | 高架   | 新 北 市 | 汐止區 |
| SB17                                                            |            |                                  |                            | 高架   | 新 北 市 | 汐止區 |
| SB18                                                            |            |                                  |                            | 高架   | 基 隆 市 | 七堵區 |
| SB19                                                            |            |                                  |                            | 高架   | 基 隆 市 | 七堵區 |
| SB20                                                            |            |                                  |                            | 高架   | 基 隆 市 | 七堵區 |
| SB21                                                            |            |                                  |                            | 高架   | 基 隆 市 | 七堵區 |
| SB22                                                            | 八堵       |                                  | 臺鐵縱貫線 臺鐵宜蘭線      | 地面   | 基 隆 市 | 暖暖區 |
| （下接基隆捷運第二期車站）                                      |            |                                  |                            |        |          |        |

### 文獻
- 張謙俊.捷運延伸基隆 建築師公會提2案 （页面存档备份，存于）.中時電子報.2015-01-07
- 2005年12月號《基隆市刊》「基隆輕軌路網 交通美景共賞」專題報導
- 基隆台北桃園大眾運輸系統路線圖 (包含基隆輕軌) （页面存档备份，存于）.新南極轉運站  痞客邦
- 張通榮拜會北市府　郝龍斌支持基隆蓋捷運.NOWnews 今日新聞網
- 林 右 昌《改變基隆‧就是現在》 捷運通不通 張市長別唬弄! .yam天空部落
- 基隆市完成海線捷運規劃，報請交通部核定.MyGoNews買購不動產新聞台[]
- 謝莉慧.郝龍斌：支持基隆蓋捷運 雙線串連.新頭殼 newtalk.2011-01-04
- 俞肇福.捷運延伸基隆 地方籲馬兌支票.自由電子報.2011-01-10
- YouTube - 20100603 捷運通不到基隆 藍議員轟馬政策跳票 馬英九要擴建松山機場 吳志揚開砲嗆馬（三立新聞） （页面存档备份，存于）.yuhsi2000.2010-06-03
- YouTube - 20110206-公視晚間新聞-捷運汐止通百福 基北四萬通勤族殷盼 （页面存档备份，存于）.公視新聞網.2011-02-06

## 外部連結
- 基隆市都市再生策略計畫 （页面存档备份，存于）
- 交通部鐵道局 （页面存档备份，存于）
- 基隆市政府 （页面存档备份，存于）
- . 樂居. 2022-05-20  [2024-01-31]. （原始内容存档于2024-02-06）.